# Noseslide

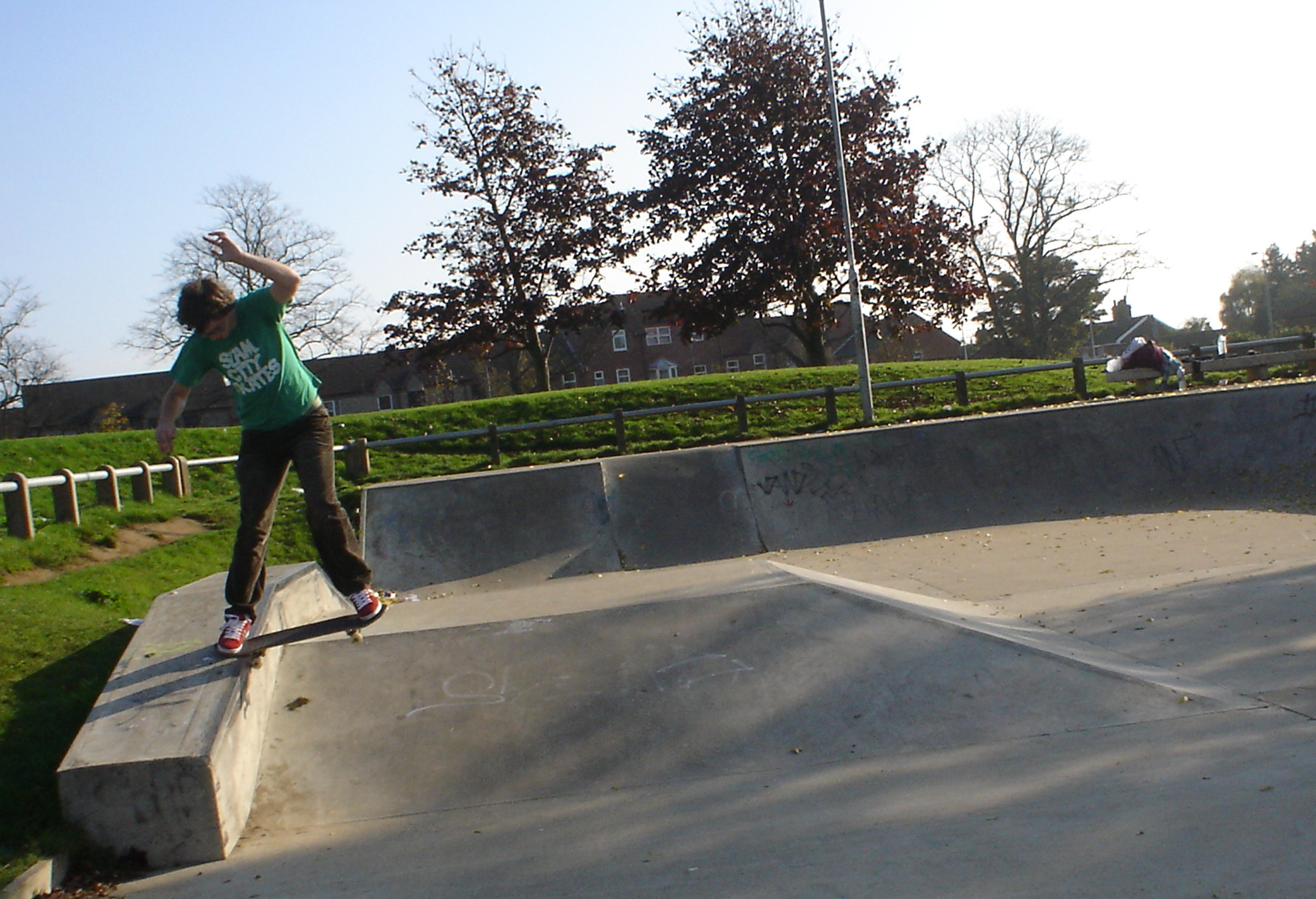

Noseslide - ewolucja na deskorolce, polegająca na ślizganiu się przednią częścią deski (nose) po przeszkodzie prostopadle do niej, np. grindboksie, railu. Jest to trik o średniej trudności. Jest przeciwieństwem triku o nazwie tailslide.